# 豆沙包 (京津包點)
豆沙包，也稱作豆茸包，是以豆沙為餡料，放入用發酵過的麵粉團做成的皮内，在蒸籠裏蒸成。為起源於北京、天津的中式包子。做法是發酵好的麵團取一個劑子，擀成簿圓形，將豆沙餡放上去，然後包成包子形狀，在蒸籠裏蒸約十五分鐘即成。